# Пулат Абдулајев
Пулат Абдулајев (рус. Пулат Хабибович Абдулајев) је руски дипломата и књижевник.

## Биографија
Рођен је 16. јануара 1942. у Ташкенту. Дипломирао је на Московском државном институту међународних односа Министарства иностраних послова Русије 1966. године од када ради на разним дипломатским местима у централним канцеларијама Министарства иностраних послова Руске Федерације и у иностранству. Од 1991. до 26. маја 1995. је био амбасадор Русије у Џибутију. Борис Јељцин га је 18. октобра 1993. унапредио у чин амбасадора Руске Федерације, ту дужност је вршио до 26. маја 1995. Као водећи саветник Одељења за безбедност и разоружање Министарства иностраних послова (1995—2000) представљао је Руску Федерацију у Комисији за разоружање Уједињених нација и предводио је тим руских дипломата задужених за преговоре о заштити, транспарентности и неповратности са Сједињеним Државама о размени информација о разоружању. Од 26. маја 2000. до 24. марта 2006. је био амбасадор Русије у Камеруну уз истовремену акредитацију у Екваторијалној Гвинеји. Године 2002. је одликован Орденом части. Почасни је члан Белгијског краљевског друштва за Наполеонова истраживања под псеудонимом А. Платов, његова књига Так говорил Наполеон је објављена 2003. Говори руски, енглески и француски језик, ожењен је и има двоје деце.